# New York City Boy
«New York City Boy» (с англ. — «Парень из Нью-Йорка») — песня британской поп-группы Pet Shop Boys. Она вышла синглом в 1999 году и достигла четырнадцатого места в британском музыкальном чарте.
Во Франции сингл вышел под названием «Paris City Boy» (с англ. — «Парень из Парижа»). Припев, в отличие от оригинальной версии, пелся на французском языке.

## Список композиций

### UK CD Single (Parlophone)
1. «New York City Boy» (Radio Edit)
2. «The Ghost of Myself»
3. «New York City Boy» (The Almighty Definitive Mix)
4. «New York City Boy» (Video)

### UK CD Single 2 (Parlophone)
1. «New York City Boy» (Album Version)
2. «Casting a Shadow»
3. «New York City Boy» (Superchumbo Uptown Mix)
4. «Casting a Shadow» (Enhanced Eclipse Video Footage)

### UK Cassette Single
1. «New York City Boy» (Radio Edit)
2. «The Ghost of Myself»
3. «New York City Boy» (The Almighty Definitive Mix)

## Высшие позиции в чартах
| Страна, чарт                   | Высшая позиция |
| ------------------------------ | -------------- |
| Финляндия                      | 4              |
| Швеция                         | 9              |
| Великобритания                 | 14             |
| Германия                       | 16             |
| Бельгия                        | 20             |
| Швейцария                      | 20             |
| Италия                         | 20             |
| Австрия                        | 40             |
| Нидерланды                     | 40             |
| Франция                        | 47             |
| США (чарт Hot Sales)           | 53             |
| США (чарт Hot Dance Club Play) | 1              |